# Dobromirka, Zbaraj
Dobromirka (în ucraineană Добромірка) este o comună în raionul Zbaraj, regiunea Ternopil, Ucraina, formată numai din satul de reședință.

## Demografie
Componența lingvistică a comunei Dobromirka
     Ucraineană (99,62%)
     Alte limbi (0,38%)
Conform recensământului din 2001, majoritatea populației comunei Dobromirka era vorbitoare de ucraineană (99,62%), existând în minoritate și vorbitori de alte limbi.

## Personalități
- Nichita Budka⁠(en)[traduceți] (1877-1949), episcop martir